# De Stribede Ordbøger
Gads Stribede (ordbøger) blev lanceret i 1987 af Gads Forlag og blev en af Gyldendals Røde Ordbøgers vigtigste konkurrenter. Efteråret 2003 solgte Gad ordbogsserien sammen med deres naturbøger til Gyldendal med virkning fra 1. januar 2004. Gyldendal omdøbte serien til De Stribede Ordbøger.

## Almene ordbøger
De almene ordbøger i serien går til og fra dansk, det andet sprog er svensk, tysk, engelsk, fransk, spansk, italiensk og nygræsk. Bøgerne findes i op til tre størrelser for hvert sprog, small, medium og large. Indholdet i small og medium er stort set det samme, men typografierne er forskellige.
| - Engelsk-dansk & dansk-engelsk     | Small | Medium | Large |
| - Fransk-dansk & dansk-fransk       | Small | Medium | Large |
| - Tysk-dansk & dansk-tysk           | Small | Medium | Large |
| - Italiensk-dansk & dansk-italiensk | Small | Medium |       |
| - Spansk-dansk & dansk-spansk       | Small | Medium |       |
| - Svensk-dansk & dansk-svensk       | Small | Medium |       |
| - Nygræsk-dansk & dansk-nygræsk     | Small |        |       |

## Begynderordbøger
Tre ordbøger med grammatik, udviklet til nybegynderen i det fremmede sprog, både i folkeskolen og i voksenundervisningen. Indeholder kun få forkortelser. Engelsk og tysk udkom fra Gad, spansk fra Gyldendal, der ændrede serietitlen.
| - Dansk-engelsk & engelsk-dansk | Kombi       |
| - Dansk-tysk & tysk-dansk       | Kombi       |
| - Dansk-spansk & spansk-dansk   | Startordbog |

## Fagordbøger
- Dansk frekvensordbog

- Juridisk merkantil ordbog dansk-polsk

- Juridisk ordbog engelsk-dansk (genudgivet som rød ordbog)
- Juridisk ordbog dansk-engelsk (genudgivet som rød ordbog)

- Juridisk ordbog fransk-dansk

- Juridisk ordbog spansk-dansk (genudgivet som rød ordbog)
- Juridisk ordbog dansk-spansk (genudgivet som rød ordbog)

- Juridisk ordbog tysk-dansk (genudgivet som rød ordbog)
- Juridisk ordbog dansk-tysk (genudgivet som rød ordbog)

- Medicinsk ordbog dansk-engelsk engelsk-dansk (genudgivet som rød ordbog: Medicinsk odontologisk ordbog)

- Genteknologisk ordbog dansk-engelsk engelsk-dansk

- Ordbog for gartnere og botanikere